# Hogna principum
Hogna principum este o specie de păianjeni din genul Hogna, familia Lycosidae. A fost descrisă pentru prima dată de Simon, 1910.
Este endemică în Principe. Conform Catalogue of Life specia Hogna principum nu are subspecii cunoscute.